# Oxid chlorný
Oxid chlorný, Cl2O, je nestabilní chemická sloučenina. Je to oxid jednomocného chloru.
Za laboratorní teploty je to hnědožlutý plyn a po ochlazení pod teplotu varu se změní v hnědočervenou explozivní kapalinu.
Je to anhydrid kyseliny chlorné.

## Příprava
Vzniká jako nestabilní produkt rozkladu chlornanu vápenatého.
Ve vyšších koncentracích se výbušně rozkládá po iniciaci třením nebo statickou elektřinou.